# Aleksy II Komnen

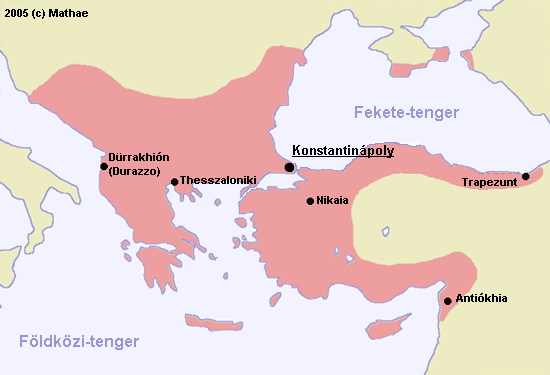
Cesarstwo Bizantyńskie w roku 1180

Aleksy II Komnen (ur. 10 września 1167, zm. listopad 1183), syn cesarza Manuela I i jego drugiej żony – Marii z Antiochii (córki Konstancji z Antiochii i Rajmunda z Poitiers).

## Życiorys
Po śmierci ojca cesarz bizantyński od 1180 – jego krewny – Andronik ogłosił się współwładcą. Regencję w imieniu syna miała sprawować jego matka Maria z Antiochii. Faktyczną władzę jednak przejął Andronik, kuzyn zmarłego Manuela. Mówił on, że jest zbawcą i opiekunem małego Aleksego. Postanowił zlikwidować wszelkie próby buntu. We wrześniu rzekomo za namowami małego Aleksego Andronik został współcesarzem. Wcześniej, aby dojść do władzy skazał na śmierć matkę Aleksego, znienawidzoną łacinniczkę. Mały Aleksy sam musiał podpisać wyrok na własną matkę. Dwa miesiące po koronacji na współcesarza Andronik rozkazał udusić chłopca. Uciętą głowę podwładni przynieśli Andronikowi, a resztę jego zwłok wrzucili do morza. Po jego śmierci Andronik ogłosił się cesarzem i poślubił wdowę po Aleksym – Agnieszkę (Annę) Francuską – córkę króla Ludwika VII.

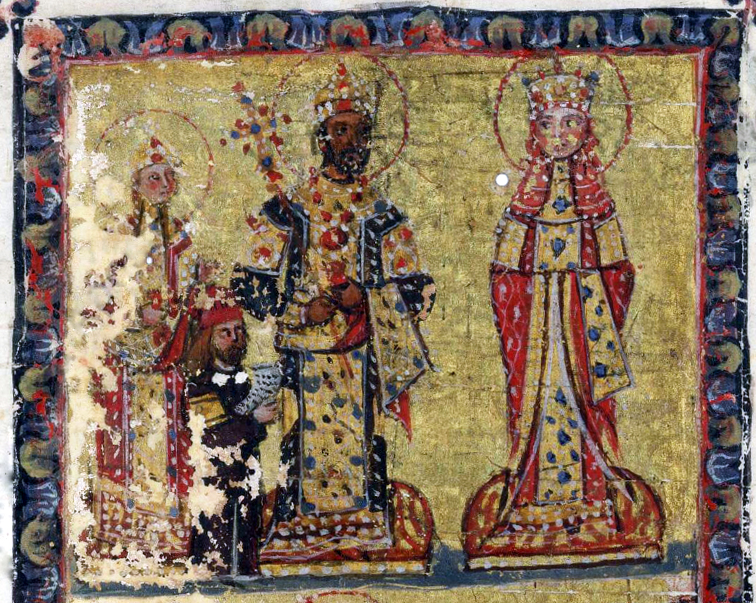
Manuel I Komnen w otoczeniu Aleksego II (po lewej) i Agnieszki Francuski (po prawej.), Biblioteka Watykańska.